# Sébastien Caron
Sébastien Caron, född 25 juni 1980, är en kanadensisk professionell ishockeymålvakt som spelar för Hamburg Freezers i Deutsche Eishockey Liga (DEL). Han har tidigare spelat för Pittsburgh Penguins, Chicago Blackhawks, Anaheim Ducks och Tampa Bay Lightning i National Hockey League (NHL) och Traktor Tjeljabinsk i Kontinental Hockey League (KHL) och på lägre nivåer för W-B/Scranton Penguins, Norfolk Admirals, Portland Pirates i American Hockey League (AHL), HC Fribourg-Gottéron i Nationalliga A (NLA), Iserlohn Roosters i DEL och Océanic de Rimouski i Ligue de hockey junior majeur du Québec (LHJMQ).
Caron draftades i tredje rundan i 1999 års draft av Pittsburgh Penguins som 86:e spelare totalt.